# 2010 BK118
2010 BK118, também escrito como 2010 BK118, é um corpo celeste que é classificado como um centauro, numa classificação estendida de centauros. Ele possui uma magnitude absoluta de 10,2 e tem um diâmetro estimado de cerca de 46 km.

## Descoberta
2010 BK118 foi descoberto no dia 30 de janeiro de 2010, pelo telescópio espacial da NASA Wide-field Infrared Survey Explorer (WISE).

## Órbita
A órbita de 2010 BK118 tem uma excentricidade de 0,988 e possui um semieixo maior de 494 UA. O seu periélio leva o mesmo a uma distância de 6,102 UA em relação ao Sol e seu afélio a 982 UA.